# Hirošima
Hirošima (広島市, Hiroshima-shi) je najveći grad pokrajine Chugoku i sjedište prefekture Hirošima na zapadu Honshua, najvećeg japanskog otoka. Hirošima je svjetski poznata kao prvi grad u povijesti na koji je bačena atomska bomba.
Hirošima je postala općina 1. travnja 1889.

## Povijest
Hirošima je osnovana 1589. na obali unutarnjeg mora Seto, te je postala gradsko središte tijekom razdoblja Meiji. Grad je smješten na prostranom i nizinskom ušću rijeke Ota, koje ima 7 kanala što dijele grad na šest otoka koji izbijaju na Hirošimski zaljev. Grad je gotovo posve ravan, samo malo iznad razine mora; brežuljci na sjeverozapadu i sjeveroistoku grada uzdižu se do 200 metara.
Grad je osnovao Mori Motonari kao svoje sjedište. Nekih pola stoljeća kasnije, nakon bitke kod Sekigahare, njegov unuk i vođa Zapadne vojske Mori Terumoto našao se na gubitničkoj strani. Pobjednik Tokugawa Ieyasu oduzeo je Terumotou većinu njegovih posjeda, uključujući Hirošimu, i dao pokrajinu Aki drugom daimyou, svojem pristaši.
Na kraju je daimyo tog područja postao Asano, a Hirošima je postala sjedište hana tijekom razdoblja Edo. Nakon ukidanja hana grad je postao sjedište prefekture Hirošima.
Za vrijeme Prvog kinesko-japanskog rata, Hirošima je bila glavna baza za nabavu i logistiku japanske vojske. Tu je ulogu zadržala do Drugog svjetskog rata.
Atomska bomba Little Boy bačena je na Hirošimu 6. kolovoza 1945. Bombu je bacio američki bombarder B-29 Enola Gay, koji je posebno preuređen za bacanje te bombe. Atomska je eksplozija porušila oko 80% grada, a procjenjuje se da su eksplozija i naknadno zračenje ubili 200.000 ljudi. 
Nakon rata je Hirošima obnovljena kao "mirovni grad-spomenik", a zgrada najbliža eksploziji obilježena je kao "Kupola atomske bombe", dio Spomen-parka Hirošime za mir. Na dan 7. kolovoza svake godine gradonačelnik drži govor pod naslovom "Deklaracija za mir" u spomen na atomsku katastrofu. Deseci tisuća ljudi obilježili su 60. obljetnicu katastrofe 2005.
Gradska se vlast stalno zalaže za ukidanje atomskog oružja i za mir u svijetu, te još od 1968. šalje protestno pismo svaki put kad se neko atomsko oružje detonira u svijetu. Grad je popularna lokacija za međunarodne konferencije o miru i društvenim pitanjima, a 1994. je bio domaćin Azijskih igara.

## Stanovništvo
Grad je 2003. imao oko 1.136.684 stanovnika i gustoću od 1532,44 ljudi na km². Ukupno gradsko područje pokriva 741,75 km².

## Industrija
Najjača tvrtka u Hirošimi je Mazda. Hirošima je industrijsko središte područja Chugoku-Shikoku, i to uglavnom na obalnom području. Područje Chugoku ima BDP  od nekih 270 milijarda dolara, što znači da je gospodarski jače od Švicarske.

## Gradovi prijatelji
Ovo su gradovi prijatelji Hirošime: 
- Chongqing, Kina
- Daegu, Južna Koreja
- Hannover, Njemačka
- Harrisburg, SAD
- Honolulu, SAD
- Montreal, Kanada
- Volgograd, Rusija